# Liste der Beiträge für den besten internationalen Film für die Oscarverleihung 2022

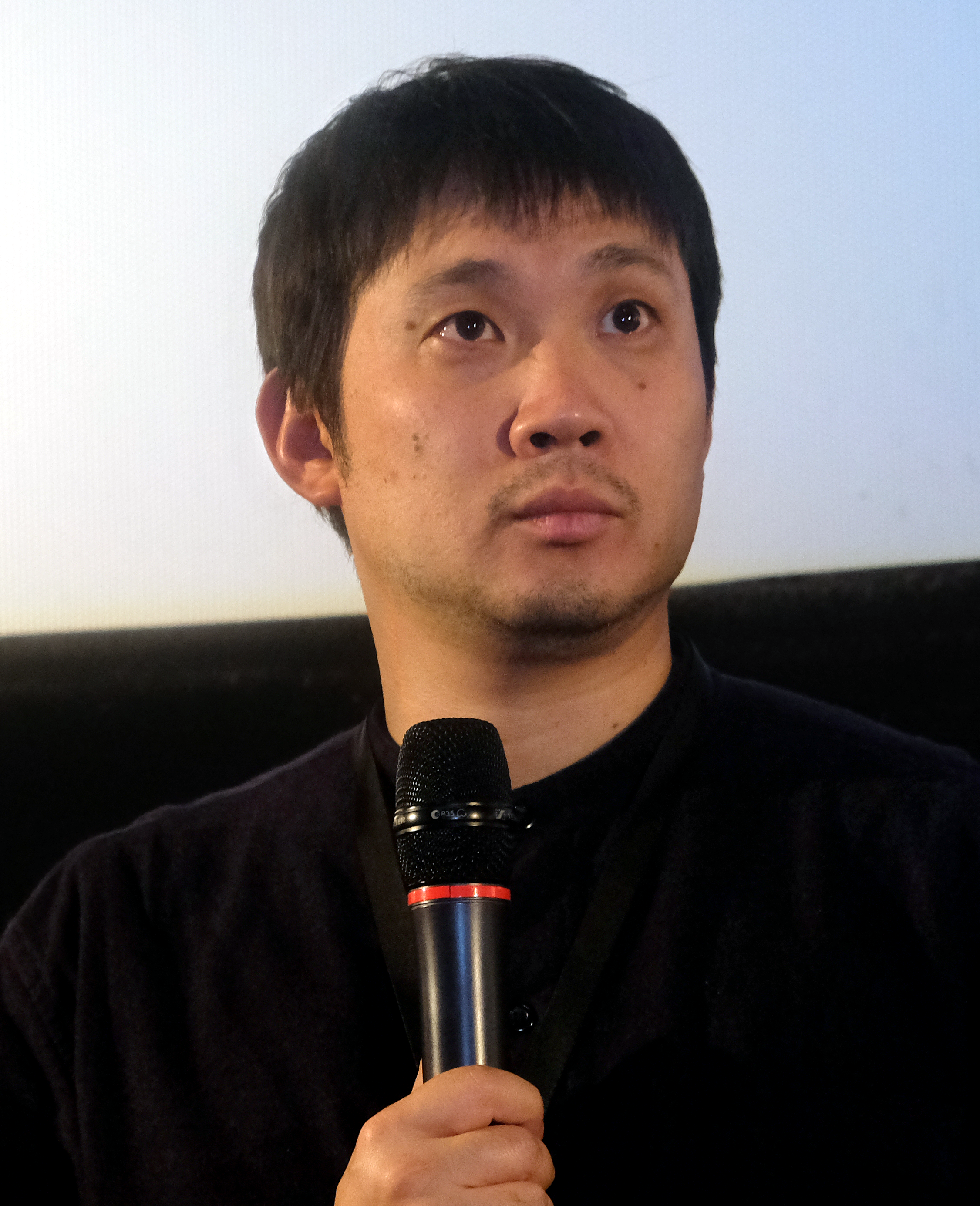
Ryūsuke Hamaguchi, Regisseur des preisgekrönten Films Drive My Car

Die Liste der Beiträge für den besten internationalen Film für die Oscarverleihung 2022 führt alle für die Oscarverleihung 2022 bei der Academy of Motion Picture Arts and Sciences (AMPAS) für die Kategorie des besten internationalen Films eingereichten Filme. Insgesamt wurden 93 Filme eingereicht und damit genau so viele wie in den beiden Vorjahren. Darunter befanden sich mit den Beiträgen Algeriens (Héliopolis von Djafar Gacem), Bhutans (Lunana – Das Glück liegt im Himalaya von Pawo Choyning Dorji) und Usbekistans (2000 Songs of Farida von Yolqin Toʻychiyev) drei Filme, die im Vorjahr nicht zugelassen oder zurückgezogen wurden, sowie mit The Gravedigger’s Wife von Khadar Ayderus Ahmed erstmals ein Beitrag aus Somalia. Jordaniens Beitrag Amira von Mohamed Diab wurde nachträglich zurückgezogen.
Die Filme mussten bis zum 1. November 2021 eingereicht werden. Aus allen zugelassenen Beiträgen wurde am 21. Dezember 2021 zunächst eine Vorauswahl (Shortlist) von 15 Filmen bekanntgegeben und aus diesen dann am 8. Februar 2022 die fünf Nominierten ausgewählt. Nominiert wurden Bhutans Lunana – Das Glück liegt im Himalaya von Pawo Choyning Dorji, Dänemarks Flee von Jonas Poher Rasmussen, Italiens The Hand of God von Paolo Sorrentino, Japans Drive My Car von Ryūsuke Hamaguchi sowie Norwegens Der schlimmste Mensch der Welt von Joachim Trier.
Bei der Verleihung am 27. März 2022 konnte sich der japanische Beitrag Drive My Car durchsetzen. Es war der insgesamt zweite Sieg eines japanischen Films in dieser Kategorie.

## Beiträge
Vorauswahl,  Nominiert,  Ausgezeichnet
| Land                    | Deutscher bzw. Internationaler Titel                    | Originaltitel                                      | Sprache(n)                                 | Regisseur(e)                                      | Ergebnis        |
| ----------------------- | ------------------------------------------------------- | -------------------------------------------------- | ------------------------------------------ | ------------------------------------------------- | --------------- |
| Ägypten                 | Souad                                                   | سعاد (Souad)                                       | Arabisch                                   | Ayten Amin                                        | Nicht nominiert |
| Albanien                | Two Lions to Venice                                     | Dy Luanë drejt Venecias                            | Albanisch, Italienisch                     | Jonid Jorgji                                      | Nicht nominiert |
| Algerien                | Héliopolis                                              | هليوبوليس (Haliyūbūlīs)                            | Arabisch, Französisch                      | Djafar Gacem                                      | Nicht nominiert |
| Argentinien             | The Intruder                                            | El prófugo                                         | Spanisch                                   | Natalia Meta                                      | Nicht nominiert |
| Armenien                | Should the Wind Drop                                    | Երբ որ քամին հանդարտվի (Yerb vor k’amin handartvi) | Französisch, Armenisch, Englisch, Russisch | Nora Martirossjan                                 | Nicht nominiert |
| Aserbaidschan           | The Island Within                                       | Daxildəki Ada                                      | Aserbaidschanisch                          | Rüfət Həsənov                                     | Nicht nominiert |
| Australien              | When Pomegranates Howl                                  | When Pomegranates Howl                             | Paschtunisch, Persisch                     | Granaz Moussavi                                   | Nicht nominiert |
| Bangladesch             | Rehana                                                  | রেহানা মরিয়ম নূর (Rehana Maryam Noor)                   | Bengalisch                                 | Abdullah Mohammad Saad                            | Nicht nominiert |
| Belgien                 | Playground                                              | Un monde                                           | Französisch                                | Laura Wandel                                      | Vorauswahl      |
| Bhutan                  | Lunana – Das Glück liegt im Himalaya                    | লুনানা (Lunana)                                       | Dzongkha                                   | Pawo Choyning Dorji                               | Nominiert       |
| Bolivien                | The Great Movement                                      | El Gran Movimiento                                 | Spanisch                                   | Kiro Russo                                        | Nicht nominiert |
| Bosnien und Herzegowina | The White Fortress                                      | Tabija                                             | Bosnisch, Englisch                         | Igor Drljaca                                      | Nicht nominiert |
| Brasilien               | My Private Desert                                       | Deserto Particular                                 | Portugiesisch                              | Aly Muritiba                                      | Nicht nominiert |
| Bulgarien               | Fear                                                    | Страх (Strach)                                     | Bulgarisch                                 | Iwajlo Christow                                   | Nicht nominiert |
| Chile                   | White on White                                          | Blanco en blanco                                   | Spanisch                                   | Theo Court                                        | Nicht nominiert |
| China                   | Cliff Walkers                                           | 悬崖之上 (Xuan ya zhi shang)                       | Mandarin                                   | Zhang Yimou                                       | Nicht nominiert |
| Costa Rica              | Clara Sola                                              | Clara Sola                                         | Spanisch                                   | Nathalie Álvarez Mesén                            | Nicht nominiert |
| Dänemark                | Flee                                                    | Flugt                                              | Dänisch, Englisch                          | Jonas Poher Rasmussen                             | Nominiert       |
| Deutschland             | Ich bin dein Mensch                                     | Ich bin dein Mensch                                | Deutsch                                    | Maria Schrader                                    | Vorauswahl      |
| Dominikanische Republik | Holy Beasts                                             | La Fiera y la Fiesta                               | Spanisch                                   | Laura Amelia Guzmán Israel Cárdenas               | Nicht nominiert |
| Ecuador                 | Submersible                                             | Sumergible                                         | Spanisch                                   | Alfredo León León                                 | Nicht nominiert |
| Estland                 | On the Water                                            | Vee peal                                           | Estnisch                                   | Peeter Simm                                       | Nicht nominiert |
| Finnland                | Abteil Nr. 6                                            | Hytti nro 6                                        | Finnisch, Russisch                         | Juho Kuosmanen                                    | Vorauswahl      |
| Frankreich              | Titane                                                  | Titane                                             | Französisch                                | Julia Ducournau                                   | Nicht nominiert |
| Georgien                | Brighton 4th                                            | მეოთხე ბრაიტონი (Meotche braitoni)                 | Georgisch, Englisch, Russisch              | Lewan Koghuaschwili                               | Nicht nominiert |
| Griechenland            | Digger                                                  | Digger                                             | Griechisch                                 | Georgis Grigorakis                                | Nicht nominiert |
| Haiti                   | Freda                                                   | Freda                                              | Haitianisch-Kreolisch                      | Gessica Généus                                    | Nicht nominiert |
| Hongkong                | Zero to Hero                                            | 媽媽的神奇小子 (Māmā de shénqí xiǎozi)             | Kantonesisch                               | Jimmy Wan                                         | Nicht nominiert |
| Indien                  | Pebbles                                                 | கூழாங்கல் (Koozhangal)                                 | Tamil                                      | P. S. Vinothraj                                   | Nicht nominiert |
| Indonesien              | Yuni                                                    | Yuni                                               | Indonesisch, Javanisch                     | Kamila Andini                                     | Nicht nominiert |
| Irak                    | Europa                                                  | أوروب (Awrūbā)                                     | Arabisch, Bulgarisch, Englisch             | Haider Rashid                                     | Nicht nominiert |
| Iran                    | A Hero – Die verlorene Ehre des Herrn Soltani           | قهرمان (Ghahreman)                                 | Persisch                                   | Asghar Farhadi                                    | Vorauswahl      |
| Irland                  | Shelter                                                 | Foscadh                                            | Irisch                                     | Seán Breathnach                                   | Nicht nominiert |
| Island                  | Lamb                                                    | Dýrið                                              | Isländisch                                 | Valdimar Jóhannsson                               | Vorauswahl      |
| Israel                  | Let It Be Morning                                       | ויהי בוקר (Vayehi Boker)                           | Hebräisch, Arabisch                        | Eran Kolirin                                      | Nicht nominiert |
| Italien                 | The Hand of God                                         | È stata la mano di Dio                             | Italienisch                                | Paolo Sorrentino                                  | Nominiert       |
| Japan                   | Drive My Car                                            | ドライブ・マイ・カー (Doraibu mai kā)              | Japanisch                                  | Ryūsuke Hamaguchi                                 | Ausgezeichnet   |
| Kambodscha              | White Building                                          | ប៊ូឌីញ ស (Bodeng sar)                                 | Khmer                                      | Kavich Neang                                      | Nicht nominiert |
| Kamerun                 | Hidden Dreams                                           | Rêves cachés                                       | Englisch                                   | Ngang Romanus                                     | Nicht nominiert |
| Kanada                  | Drunken Birds                                           | Les oiseaux ivres                                  | Französisch, Spanisch                      | Ivan Grbovic                                      | Nicht nominiert |
| Kasachstan              | Gelbe Katze                                             | Сары мысық (Sary mysyq)                            | Kasachisch, Russisch                       | Ädilchan Jerschanow                               | Nicht nominiert |
| Kenia                   | Mission to Rescue                                       | Mission to Rescue                                  | Swahili                                    | Gilbert Lukalia                                   | Nicht nominiert |
| Kirgisistan             | Shambala                                                | Шамбала (Schambala)                                | Kirgisisch, Englisch                       | Artyk Süjündükow                                  | Nicht nominiert |
| Kolumbien               | Memoria                                                 | Memoria                                            | Englisch, Spanisch                         | Apichatpong Weerasethakul                         | Nicht nominiert |
| Kosovo                  | Hive                                                    | Zgjoi                                              | Albanisch                                  | Blerta Basholli                                   | Vorauswahl      |
| Kroatien                | Tereza37                                                | Tereza37                                           | Kroatisch                                  | Danilo Šerbedžija                                 | Nicht nominiert |
| Lettland                | Die Grube                                               | Bedre                                              | Lettisch                                   | Dace Pūce                                         | Nicht nominiert |
| Libanon                 | Costa Brava, Lebanon                                    | كوستابرافا (Kūstā Brāfā, Lubnān)                   | Arabisch                                   | Mounia Akl                                        | Nicht nominiert |
| Litauen                 | Isaac                                                   | Izaokas                                            | Litauisch, Deutsch, Russisch               | Jurgis Matulevičius                               | Nicht nominiert |
| Luxemburg               | Io Sto Bene – Was am Ende bleibt                        | Io sto bene                                        | Italienisch, Französisch, Luxemburgisch    | Donato Rotunno                                    | Nicht nominiert |
| Malawi                  | Fatsani: A Tale of Survival                             | Fatsani                                            | Englisch, Chichewa                         | Gift Sukez Sukali                                 | Nicht nominiert |
| Malaysia                | Hail, Driver!                                           | Prebet Sapu                                        | Malaysisch, Mandarin                       | Muzzamer Rahman                                   | Nicht nominiert |
| Malta                   | Luzzu                                                   | Luzzu                                              | Maltesisch                                 | Alex Camilleri                                    | Nicht nominiert |
| Marokko                 | Casablanca Beats                                        | Haut et fort / علّي صوتك (Ali sawtek)               | Arabisch                                   | Nabil Ayouch                                      | Nicht nominiert |
| Mexiko                  | Feuernacht                                              | Noche de fuego                                     | Spanisch                                   | Tatiana Huezo                                     | Vorauswahl      |
| Montenegro              | After the Winter                                        | Poslije zime                                       | Serbokroatisch                             | Ivan Bakrač                                       | Nicht nominiert |
| Niederlande             | Do Not Hesitate                                         | Do Not Hesitate                                    | Niederländisch, Englisch, Arabisch         | Shariff Korver                                    | Nicht nominiert |
| Nordmazedonien          | Sisterhood                                              | Сестри (Sestri)                                    | Mazedonisch                                | Dina Duma                                         | Nicht nominiert |
| Norwegen                | Der schlimmste Mensch der Welt                          | Verdens verste menneske                            | Norwegisch                                 | Joachim Trier                                     | Nominiert       |
| Österreich              | Große Freiheit                                          | Große Freiheit                                     | Deutsch                                    | Sebastian Meise                                   | Vorauswahl      |
| Palästina               | The Stranger                                            | الغريب (al-Gharīb)                                 | Arabisch                                   | Ameer Fakher Eldin                                | Nicht nominiert |
| Panama                  | Plaza Catedral                                          | Plaza Catedral                                     | Spanisch                                   | Abner Benaim                                      | Vorauswahl      |
| Paraguay                | Nothing But the Sun                                     | Apenas el Sol                                      | Ayore, Spanisch                            | Arami Ullón                                       | Nicht nominiert |
| Peru                    | Powerful Chief                                          | Manco Cápac                                        | Spanisch, Quechua                          | Henry Vallejo                                     | Nicht nominiert |
| Polen                   | Ungesühnte Schläge                                      | Żeby nie było śladów                               | Polnisch                                   | Jan P. Matuszyński                                | Nicht nominiert |
| Portugal                | The Metamorphosis of Birds                              | A Metamorfose dos Pássaros                         | Portugiesisch                              | Catarina Vasconcelos                              | Nicht nominiert |
| Rumänien                | Bad Luck Banging or Loony Porn                          | Babardeală cu bucluc sau porno balamuc             | Rumänisch                                  | Radu Jude                                         | Nicht nominiert |
| Russland                | Die Fäuste gelockert                                    | Разжимая кулаки (Rasschimaja kulaki)               | Ossetisch                                  | Kira Kowalenko                                    | Nicht nominiert |
| Saudi-Arabien           | The Tambour of Retribution                              | حد الطار (ḥad aṭ-ṭār)                              | Arabisch                                   | Abdulaziz al-Shlahei                              | Nicht nominiert |
| Schweden                | Tiger                                                   | Tigrar                                             | Englisch, Schwedisch, Italienisch          | Ronnie Sandahl                                    | Nicht nominiert |
| Schweiz                 | Olga                                                    | Olga                                               | Französisch, Ukrainisch                    | Elie Grappe                                       | Nicht nominiert |
| Serbien                 | Oasis                                                   | Оаза (Oaza)                                        | Serbisch                                   | Ivan Ikić                                         | Nicht nominiert |
| Singapur                | Precious Is the Night                                   | 今宵多珍重 (Jīnxiāo duō zhēnzhòng)                 | Mandarin                                   | Wayne Peng                                        | Nicht nominiert |
| Slowakei                | 107 Mothers                                             | Cenzorka                                           | Slowakisch, Ukrainisch, Russisch           | Péter Kerekes                                     | Nicht nominiert |
| Slowenien               | Sanremo                                                 | Sanremo                                            | Slowenisch                                 | Miroslav Mandić                                   | Nicht nominiert |
| Somalia                 | The Gravedigger’s Wife                                  | The Gravedigger’s Wife                             | Somali                                     | Khadar Ayderus Ahmed                              | Nicht nominiert |
| Spanien                 | Der perfekte Chef                                       | El buen patrón                                     | Spanisch                                   | Fernando León de Aranoa                           | Vorauswahl      |
| Südafrika               | Barakat                                                 | Barakat                                            | Afrikaans, Englisch                        | Amy Jephta                                        | Nicht nominiert |
| Südkorea                | Escape from Mogadishu                                   | 모가디슈 (Mogadisyu)                               | Koreanisch, Englisch, Somali, Arabisch     | Ryoo Seung-wan                                    | Nicht nominiert |
| Taiwan                  | The Falls                                               | 瀑布 (Pùbù)                                        | Mandarin                                   | Chung Mong-hong                                   | Nicht nominiert |
| Thailand                | The Medium                                              | ร่างทรง (Rang Song)                                 | Isan, Thailändisch                         | Banjong Pisanthanakun                             | Nicht nominiert |
| Tschad                  | Lingui – Heilige Bande                                  | Lingui, les liens sacrés                           | Französisch, Tschadisch-Arabisch           | Mahamat-Saleh Haroun                              | Nicht nominiert |
| Tschechien              | Zátopek                                                 | Zátopek                                            | Tschechisch                                | David Ondříček                                    | Nicht nominiert |
| Tunesien                | Golden Butterfly                                        | فرططو الذهب (Fartattou el thahab)                  | Arabisch, Französisch                      | Abdelhamid Bouchnak                               | Nicht nominiert |
| Türkei                  | Commitment Hasan                                        | Bağlılık Hasan                                     | Türkisch                                   | Semih Kaplanoğlu                                  | Nicht nominiert |
| Ukraine                 | Bad Roads                                               | Погані дороги (Pohani dorohy)                      | Russisch, Ukrainisch                       | Natalija Woroschbyt                               | Nicht nominiert |
| Ungarn                  | Post Mortem                                             | Post Mortem                                        | Ungarisch, Deutsch                         | Péter Bergendy                                    | Nicht nominiert |
| Uruguay                 | The Broken Glass Theory                                 | La Teoría de los Vidrios Rotos                     | Spanisch                                   | Diego Fernández                                   | Nicht nominiert |
| Usbekistan              | 2000 Songs of Farida                                    | Faridaning ikki ming qoʻshigʻi                     | Usbekisch                                  | Yolqin Toʻychiyev                                 | Nicht nominiert |
| Venezuela               | The Inner Glow                                          | Un destello interior                               | Spanisch                                   | Andrés Eduardo Rodríguez Luis Alejandro Rodríguez | Nicht nominiert |
| Vereinigtes Königreich  | Scheidung um jeden Preis – Türkische Frauen wehren sich | Dying to Divorce                                   | Türkisch, Englisch                         | Chloe Fairweather                                 | Nicht nominiert |
| Vietnam                 | Dad, I’m Sorry                                          | Bố già                                             | Vietnamesisch                              | Trấn Thành Vũ Ngọc Đãng                           | Nicht nominiert |